# SMS St. Georg
Az SMS St. Georg, esetleg SMS Sankt Georg az osztrák-magyar haditengerészet páncélos cirkálója (németül Panzerkreuzer) volt az első világháború végéig, többnyire kisegítő bevetésekben vett részt, azonban számos éles alkalommal is a hadszíntérre vezényelték.

## Építése
A hajó válaszként született arra az olasz flottaépítési programra, melynek keretében a Regia Marine egy három darabból álló páncélos cirkáló osztályt (Varese-osztály) építtetett 1898 és 1902 között. Az osztrák-magyar parlament 1900-ban döntött az építkezés megindításról, közös döntésben. Egy páncélos cirkáló-osztály építését határozták el, amely szintén három tagból állt, közte még az SMS Kaiser Karl VI. és az SMS Kaiserin und Königin Maria Theresia. A hajógerinc lefektetése 1901. március 11-én történt meg a pólai Arsenalban. Elég lassan elkészülő hajó volt, hiszen a vízrebocsátásig még két évet kellett várni, 1903. február 8-áig. A szolgálatba állás 1905. július 31-én történt meg. Az akkoriban szokásos szabályok szerint a hajó nagyszámú fegyverzetet kapott. Nevét Szent Györgyről, az ismert egyházi vértanúról kapta, természetesen németül.

## Bevetések

### Békeidőben
- 1905-ben az SMS Szigetvárral együtt részt vett a nagy nemzetközi levantei flottavállalkozásban
- 1906-ban gyors levantei körút
- 1907-ben az SMS Aspernnel együtt az Amerikai Egyesült Államokba látogatott, a virginiai Jamestown megalapításának 300 éves évfordulójából
- 1913-ban a második Balkán-háború miatt őrjáratozó bevetéseket hajt végre a montenegrói partok előtt

### Háborúban
- 1914. augusztus 7-én a flotta egy részével segít két német hajónak, az SMS Goebennek és SMS Breslaunak) Pólába befutni.
- 1915. május 23-án az olasz hadüzenet után az olasz keleti partok elleni nagy tömegtámadásban vett részt, Riminit lövi
- 1915 június 18-án az SMS Szigetvárral kötelékben bombázta Riminit, Persarót és Metaurót
- 1916. február 3-án az SMS Helgolanddal együtt St. Vitót és Ortonát támadta
- 1916. augusztus 28–29-én tömeges támadásban vesz részt több más flottaegységgel egyetemben az olasz kerti partok ellen
- 1917. május 15-én az Otrantói csatában a felmentő csoport tagjaként kifutott Cattaróból, hogy megütközzön a túlerőben lévő antant egységekkel, illetve kimentse a szorult helyzetben lévő SMS Novarát. A harcot az antant nem vállalta és a csatában is vereséget szenvedett.
- 1918. február 1. és 3. közt a kirobbanó Cattarói matrózfelkelés központja volt a hajó. A hajó parancsnokát meglőtték, a fegyverraktárat feltörték, a tiszteket lefegyverezték és a kabinjaikba zárták. Ezután felvonták a vörös lobogót, majd hozzájuk csatlakozott még több hajó is. A Pólából induló erősebb kötelék láttán a felkelés résztvevői ezután megadták magukat.

A zendülés végeztével a hajót kivonták az aktív szolgálatból és lakóhajónak alakították át Téodo közelében, amely állapot a háború végéig tartott. 1920 januárjában az antant tengerészeti döntőbizottság Nagy-Britanniának ítélte, amely eladta egy olasz vállalatnak, majd Tarantóban lebontották.

## Egyéb
A hajó nevének írásmódja eltérhet a maitól, ugyanis sok helyen tévesen Sankt Georgként szerepel. Ez téves, az akkori írásmód szerint nem kell kiírni, így helyes a rövidítés. A hajó emlékére 2005-ben emlékérmet bocsátottak ki, amelyet Magyarországról is meg lehet rendelni.

## Fordítás
- Ez a szócikk részben vagy egészben az SMS St. Georg című német Wikipédia-szócikk ezen változatának fordításán alapul.  Az eredeti cikk szerkesztőit annak laptörténete sorolja fel. Ez a jelzés csupán a megfogalmazás eredetét és a szerzői jogokat jelzi, nem szolgál a cikkben szereplő információk forrásmegjelöléseként.